# Tennislife Cup 2011
La Tennislife Cup 2011 è stato un torneo di tennis per professionisti che si è giocato su campi in terra rossa. È stata la quinta edizione del torneo che fa parte del circuito ATP Challenger Tour nell'ambito dell'ATP Challenger Tour 2011. Gli incontri si sono svolti a Napoli, in Italia, dal 26 settembre al 2 ottobre 2011.

## Partecipanti

### Teste di serie
| Nazionalità | Giocatore             | Ranking* | Testa di serie |
| ----------- | --------------------- | -------- | -------------- |
| Italia      | Potito Starace        | 50       | 1              |
| Argentina   | Carlos Berlocq        | 71       | 2              |
| Austria     | Andreas Haider-Maurer | 81       | 3              |
| Italia      | Filippo Volandri      | 86       | 4              |
| Argentina   | Diego Junqueira       | 96       | 5              |
| Portogallo  | Frederico Gil         | 100      | 6              |
| Francia     | Stéphane Robert       | 109      | 7              |
| Francia     | Benoît Paire          | 112      | 8              |

* Ranking al 19 settembre 2011.

### Altri partecipanti
Giocatori che hanno ricevuto una wild card:
- Enrico Burzi
- Marco Crugnola
- Gianluca Naso
- Matteo Trevisan

Giocatore che ha ricevuto l'ingresso al tabellone come special exempt:
- Aljaž Bedene

Giocatori che sono passati dalle qualificazioni:
- Riccardo Bellotti
- Boris Pašanski
- Walter Trusendi
- Miljan Zekić

## Campioni

### Singolare
Leonardo Mayer ha battuto in finale  Alessandro Giannessi con il punteggio di 6–3, 6–4

### Doppio
Jurij Ščukin /  Antonio Veić hanno battuto in finale  Hsieh Cheng-peng /  Lee Hsin-han con il punteggio di 6(5)–7, 7–5, [10-8]